# Tour de Wallonie 2022
Tour de Wallonie 2022 var den 49. udgave af det belgiske etapeløb Tour de Wallonie. Cykelløbets fem etaper blev kørt i Vallonien fra 23. til 27. juli 2022. Løbet var en del af UCI ProSeries 2022. Løbets to første etaper blev kørt samtidig med afslutningen på Tour de France.

## Etaperne
| Etape    | Dato     | Start – Mål                        | type          | Afstand (km) | Elevation (m) | Etapevinder        | Førende rytter     |
| -------- | -------- | ---------------------------------- | ------------- | ------------ | ------------- | ------------------ | ------------------ |
| 1. etape | 23. jul. | Temploux – Huy                     | kuperet etape | 174,44       | 2.385 m       | Julian Alaphilippe | Julian Alaphilippe |
| 2. etape | 24. jul. | Verviers – Herve                   | kuperet etape | 176,8        | 2.907 m       | Oier Lazkano       | Robert Stannard    |
| 3. etape | 25. jul. | Visé – Rochefort                   | flad etape    | 194,3        | 3.084 m       | Arnaud De Lie      | Robert Stannard    |
| 4. etape | 26. jul. | Durbuy – Couvin                    | flad etape    | 200,89       | 3.132 m       | Davide Ballerini   | Robert Stannard    |
| 5. etape | 27. jul. | Le Rœulx – Chapelle-lez-Herlaimont | flad etape    | 214,8        | 1.519 m       | Jan Bakelants      | Robert Stannard    |

### 1. etape
| Temploux - Huy | kuperet etape | (174,44 km) |

| \| Etaperesultat \| Etaperesultat \| Etaperesultat \| Etaperesultat \| Etaperesultat \| \| Rytter \| Rytter \| Hold \| Tid \| \| \| ------------- \| -------------------- \| ---------------------------------- \| ------------- \| ------------- \| \| 1. \| Julian Alaphilippe \| Quick-Step Alpha Vinyl \| 4t 06' 11" \| \| \| 2. \| Alex Aranburu \| Movistar Team \| + 1" \| \| \| 3. \| Robert Stannard \| Alpecin-Deceuninck \| + 1" \| \| \| 4. \| Mattias Skjelmose \| Trek-Segafredo \| + 5" \| \| \| 5. \| Odd Christian Eiking \| EF Education-EasyPost \| + 5" \| \| \| 6. \| Lorenzo Rota \| Intermarché-Wanty-Gobert Matériaux \| + 5" \| \| \| 7. \| Guillaume Martin \| Cofidis \| + 9" \| \| \| 8. \| Greg Van Avermaet \| AG2R Citroën Team \| + 15" \| \| \| 9. \| Clément Champoussin \| AG2R Citroën Team \| + 15" \| \| \| 10. \| Cian Uijtdebroeks \| Bora-Hansgrohe \| + 17" \| \| |                      |                                    |            |
| |                      |                                    |            |
| Kilde: ProCyclingStats |                      |                                    |            |
| Etaperesultat |                      |                                    |            |
| Rytter | Rytter               | Hold                               | Tid        |
| 1. | Julian Alaphilippe   | Quick-Step Alpha Vinyl             | 4t 06' 11" |
| 2. | Alex Aranburu        | Movistar Team                      | + 1"       |
| 3. | Robert Stannard      | Alpecin-Deceuninck                 | + 1"       |
| 4. | Mattias Skjelmose    | Trek-Segafredo                     | + 5"       |
| 5. | Odd Christian Eiking | EF Education-EasyPost              | + 5"       |
| 6. | Lorenzo Rota         | Intermarché-Wanty-Gobert Matériaux | + 5"       |
| 7. | Guillaume Martin     | Cofidis                            | + 9"       |
| 8. | Greg Van Avermaet    | AG2R Citroën Team                  | + 15"      |
| 9. | Clément Champoussin  | AG2R Citroën Team                  | + 15"      |
| 10. | Cian Uijtdebroeks    | Bora-Hansgrohe                     | + 17"      |

| \| Samlede stilling \| Samlede stilling \| Samlede stilling \| Samlede stilling \| Samlede stilling \| \| Rytter \| Rytter \| Hold \| Tid \| \| \| ---------------- \| -------------------- \| ---------------------------------- \| ---------------- \| ---------------- \| \| 1. \| Julian Alaphilippe \| Quick-Step Alpha Vinyl \| 4t 06' 01" \| \| \| 2. \| Alex Aranburu \| Movistar Team \| + 5" \| \| \| 3. \| Robert Stannard \| Alpecin-Deceuninck \| + 7" \| \| \| 4. \| Mattias Skjelmose \| Trek-Segafredo \| + 15" \| \| \| 5. \| Odd Christian Eiking \| EF Education-EasyPost \| + 15" \| \| \| 6. \| Lorenzo Rota \| Intermarché-Wanty-Gobert Matériaux \| + 15" \| \| \| 7. \| Guillaume Martin \| Cofidis \| + 19" \| \| \| 8. \| Greg Van Avermaet \| AG2R Citroën Team \| + 25" \| \| \| 9. \| Clément Champoussin \| AG2R Citroën Team \| + 25" \| \| \| 10. \| Cian Uijtdebroeks \| Bora-Hansgrohe \| + 27" \| \| |                      |                                    |            |
| |                      |                                    |            |
| Kilde: ProCyclingStats |                      |                                    |            |
| Samlede stilling |                      |                                    |            |
| Rytter | Rytter               | Hold                               | Tid        |
| 1. | Julian Alaphilippe   | Quick-Step Alpha Vinyl             | 4t 06' 01" |
| 2. | Alex Aranburu        | Movistar Team                      | + 5"       |
| 3. | Robert Stannard      | Alpecin-Deceuninck                 | + 7"       |
| 4. | Mattias Skjelmose    | Trek-Segafredo                     | + 15"      |
| 5. | Odd Christian Eiking | EF Education-EasyPost              | + 15"      |
| 6. | Lorenzo Rota         | Intermarché-Wanty-Gobert Matériaux | + 15"      |
| 7. | Guillaume Martin     | Cofidis                            | + 19"      |
| 8. | Greg Van Avermaet    | AG2R Citroën Team                  | + 25"      |
| 9. | Clément Champoussin  | AG2R Citroën Team                  | + 25"      |
| 10. | Cian Uijtdebroeks    | Bora-Hansgrohe                     | + 27"      |

### 2. etape
| Verviers - Herve | kuperet etape | (176,8 km) |

| \| Etaperesultat \| Etaperesultat \| Etaperesultat \| Etaperesultat \| Etaperesultat \| \| Rytter \| Rytter \| Hold \| Tid \| \| \| ------------- \| ----------------- \| ---------------------------------- \| ------------- \| ------------- \| \| 1. \| Oier Lazkano \| Movistar Team \| 4t 12' 40" \| \| \| 2. \| Loïc Vliegen \| Intermarché-Wanty-Gobert Matériaux \| + 2" \| \| \| 3. \| Jesús Herrada \| Cofidis \| + 7" \| \| \| 4. \| Robert Stannard \| Alpecin-Deceuninck \| + 11" \| \| \| 5. \| Mattias Skjelmose \| Trek-Segafredo \| + 11" \| \| \| 6. \| Lorenzo Rota \| Intermarché-Wanty-Gobert Matériaux \| + 11" \| \| \| 7. \| Greg Van Avermaet \| AG2R Citroën Team \| + 11" \| \| \| 8. \| James Shaw \| EF Education-EasyPost \| + 11" \| \| \| 9. \| Maxim Van Gils \| Lotto-Soudal \| + 11" \| \| \| 10. \| Frederik Wandahl \| Bora-Hansgrohe \| + 11" \| \| |                   |                                    |            |
| |                   |                                    |            |
| Kilde: ProCyclingStats |                   |                                    |            |
| Etaperesultat |                   |                                    |            |
| Rytter | Rytter            | Hold                               | Tid        |
| 1. | Oier Lazkano      | Movistar Team                      | 4t 12' 40" |
| 2. | Loïc Vliegen      | Intermarché-Wanty-Gobert Matériaux | + 2"       |
| 3. | Jesús Herrada     | Cofidis                            | + 7"       |
| 4. | Robert Stannard   | Alpecin-Deceuninck                 | + 11"      |
| 5. | Mattias Skjelmose | Trek-Segafredo                     | + 11"      |
| 6. | Lorenzo Rota      | Intermarché-Wanty-Gobert Matériaux | + 11"      |
| 7. | Greg Van Avermaet | AG2R Citroën Team                  | + 11"      |
| 8. | James Shaw        | EF Education-EasyPost              | + 11"      |
| 9. | Maxim Van Gils    | Lotto-Soudal                       | + 11"      |
| 10. | Frederik Wandahl  | Bora-Hansgrohe                     | + 11"      |

| \| Samlede stilling \| Samlede stilling \| Samlede stilling \| Samlede stilling \| Samlede stilling \| \| Rytter \| Rytter \| Hold \| Tid \| \| \| ---------------- \| ----------------- \| ---------------------------------- \| ---------------- \| ---------------- \| \| 1. \| Robert Stannard \| Alpecin-Deceuninck \| 8t 18' 57" \| \| \| 2. \| Mattias Skjelmose \| Trek-Segafredo \| + 7" \| \| \| 3. \| Lorenzo Rota \| Intermarché-Wanty-Gobert Matériaux \| + 10" \| \| \| 4. \| Loïc Vliegen \| Intermarché-Wanty-Gobert Matériaux \| + 11" \| \| \| 5. \| Guillaume Martin \| Cofidis \| + 11" \| \| \| 6. \| Greg Van Avermaet \| AG2R Citroën Team \| + 20" \| \| \| 7. \| Cian Uijtdebroeks \| Bora-Hansgrohe \| + 22" \| \| \| 8. \| James Shaw \| EF Education-EasyPost \| + 28" \| \| \| 9. \| Jesús Herrada \| Cofidis \| + 29" \| \| \| 10. \| Maxim Van Gils \| Lotto-Soudal \| + 32" \| \| |                   |                                    |            |
| |                   |                                    |            |
| Kilde: ProCyclingStats |                   |                                    |            |
| Samlede stilling |                   |                                    |            |
| Rytter | Rytter            | Hold                               | Tid        |
| 1. | Robert Stannard   | Alpecin-Deceuninck                 | 8t 18' 57" |
| 2. | Mattias Skjelmose | Trek-Segafredo                     | + 7"       |
| 3. | Lorenzo Rota      | Intermarché-Wanty-Gobert Matériaux | + 10"      |
| 4. | Loïc Vliegen      | Intermarché-Wanty-Gobert Matériaux | + 11"      |
| 5. | Guillaume Martin  | Cofidis                            | + 11"      |
| 6. | Greg Van Avermaet | AG2R Citroën Team                  | + 20"      |
| 7. | Cian Uijtdebroeks | Bora-Hansgrohe                     | + 22"      |
| 8. | James Shaw        | EF Education-EasyPost              | + 28"      |
| 9. | Jesús Herrada     | Cofidis                            | + 29"      |
| 10. | Maxim Van Gils    | Lotto-Soudal                       | + 32"      |

### 3. etape
| Visé - Rochefort | flad etape | (194,3 km) |

| \| Etaperesultat \| Etaperesultat \| Etaperesultat \| Etaperesultat \| Etaperesultat \| \| Rytter \| Rytter \| Hold \| Tid \| \| \| ------------- \| ---------------- \| ---------------------------------- \| ------------- \| ------------- \| \| 1. \| Arnaud De Lie \| Lotto-Soudal \| 4t 39' 22" \| \| \| 2. \| Biniam Girmay \| Intermarché-Wanty-Gobert Matériaux \| + 0" \| \| \| 3. \| Axel Laurance \| B&B Hotels-KTM \| + 0" \| \| \| 4. \| Tom Van Asbroeck \| Israel-Premier Tech \| + 0" \| \| \| 5. \| Matteo Moschetti \| Trek-Segafredo \| + 0" \| \| \| 6. \| Alex Aranburu \| Movistar Team \| + 0" \| \| \| 7. \| Milan Menten \| Bingoal Pauwels Sauces WB \| + 0" \| \| \| 8. \| Oliviero Troia \| UAE Team Emirates \| + 0" \| \| \| 9. \| Ben Turner \| Ineos Grenadiers \| + 0" \| \| \| 10. \| Kim Heiduk \| Ineos Grenadiers \| + 0" \| \| |                  |                                    |            |
| |                  |                                    |            |
| Kilde: ProCyclingStats |                  |                                    |            |
| Etaperesultat |                  |                                    |            |
| Rytter | Rytter           | Hold                               | Tid        |
| 1. | Arnaud De Lie    | Lotto-Soudal                       | 4t 39' 22" |
| 2. | Biniam Girmay    | Intermarché-Wanty-Gobert Matériaux | + 0"       |
| 3. | Axel Laurance    | B&B Hotels-KTM                     | + 0"       |
| 4. | Tom Van Asbroeck | Israel-Premier Tech                | + 0"       |
| 5. | Matteo Moschetti | Trek-Segafredo                     | + 0"       |
| 6. | Alex Aranburu    | Movistar Team                      | + 0"       |
| 7. | Milan Menten     | Bingoal Pauwels Sauces WB          | + 0"       |
| 8. | Oliviero Troia   | UAE Team Emirates                  | + 0"       |
| 9. | Ben Turner       | Ineos Grenadiers                   | + 0"       |
| 10. | Kim Heiduk       | Ineos Grenadiers                   | + 0"       |

| \| Samlede stilling \| Samlede stilling \| Samlede stilling \| Samlede stilling \| Samlede stilling \| \| Rytter \| Rytter \| Hold \| Tid \| \| \| ---------------- \| ----------------- \| ---------------------------------- \| ---------------- \| ---------------- \| \| 1. \| Robert Stannard \| Alpecin-Deceuninck \| 15t 58' 23" \| \| \| 2. \| Loïc Vliegen \| Intermarché-Wanty-Gobert Matériaux \| + 4" \| \| \| 3. \| Mattias Skjelmose \| Trek-Segafredo \| + 6" \| \| \| 4. \| Lorenzo Rota \| Intermarché-Wanty-Gobert Matériaux \| + 8" \| \| \| 5. \| Guillaume Martin \| Cofidis \| + 11" \| \| \| 6. \| Greg Van Avermaet \| AG2R Citroën Team \| + 20" \| \| \| 7. \| Cian Uijtdebroeks \| Bora-Hansgrohe \| + 22" \| \| \| 8. \| James Shaw \| EF Education-EasyPost \| + 28" \| \| \| 9. \| Jesús Herrada \| Cofidis \| + 29" \| \| \| 10. \| Maxim Van Gils \| Lotto-Soudal \| + 32" \| \| |                   |                                    |             |
| |                   |                                    |             |
| Kilde: ProCyclingStats |                   |                                    |             |
| Samlede stilling |                   |                                    |             |
| Rytter | Rytter            | Hold                               | Tid         |
| 1. | Robert Stannard   | Alpecin-Deceuninck                 | 15t 58' 23" |
| 2. | Loïc Vliegen      | Intermarché-Wanty-Gobert Matériaux | + 4"        |
| 3. | Mattias Skjelmose | Trek-Segafredo                     | + 6"        |
| 4. | Lorenzo Rota      | Intermarché-Wanty-Gobert Matériaux | + 8"        |
| 5. | Guillaume Martin  | Cofidis                            | + 11"       |
| 6. | Greg Van Avermaet | AG2R Citroën Team                  | + 20"       |
| 7. | Cian Uijtdebroeks | Bora-Hansgrohe                     | + 22"       |
| 8. | James Shaw        | EF Education-EasyPost              | + 28"       |
| 9. | Jesús Herrada     | Cofidis                            | + 29"       |
| 10. | Maxim Van Gils    | Lotto-Soudal                       | + 32"       |

### 4. etape
| Durbuy - Couvin | flad etape | (200,89 km) |

| \| Etaperesultat \| Etaperesultat \| Etaperesultat \| Etaperesultat \| Etaperesultat \| \| Rytter \| Rytter \| Hold \| Tid \| \| \| ------------- \| ------------------ \| ---------------------------------- \| ------------- \| ------------- \| \| 1. \| Davide Ballerini \| Quick-Step Alpha Vinyl \| 5t 10' 12" \| \| \| 2. \| José Joaquín Rojas \| Movistar Team \| + 0" \| \| \| 3. \| Rui Oliveira \| UAE Team Emirates \| + 0" \| \| \| 4. \| Mattias Skjelmose \| Trek-Segafredo \| + 0" \| \| \| 5. \| Biniam Girmay \| Intermarché-Wanty-Gobert Matériaux \| + 0" \| \| \| 6. \| Matteo Trentin \| UAE Team Emirates \| + 0" \| \| \| 7. \| Jake Stewart \| Groupama-FDJ \| + 0" \| \| \| 8. \| Milan Menten \| Bingoal Pauwels Sauces WB \| + 0" \| \| \| 9. \| Axel Laurance \| B&B Hotels-KTM \| + 0" \| \| \| 10. \| Sep Vanmarcke \| Israel-Premier Tech \| + 0" \| \| |                    |                                    |            |
| |                    |                                    |            |
| Kilde: ProCyclingStats |                    |                                    |            |
| Etaperesultat |                    |                                    |            |
| Rytter | Rytter             | Hold                               | Tid        |
| 1. | Davide Ballerini   | Quick-Step Alpha Vinyl             | 5t 10' 12" |
| 2. | José Joaquín Rojas | Movistar Team                      | + 0"       |
| 3. | Rui Oliveira       | UAE Team Emirates                  | + 0"       |
| 4. | Mattias Skjelmose  | Trek-Segafredo                     | + 0"       |
| 5. | Biniam Girmay      | Intermarché-Wanty-Gobert Matériaux | + 0"       |
| 6. | Matteo Trentin     | UAE Team Emirates                  | + 0"       |
| 7. | Jake Stewart       | Groupama-FDJ                       | + 0"       |
| 8. | Milan Menten       | Bingoal Pauwels Sauces WB          | + 0"       |
| 9. | Axel Laurance      | B&B Hotels-KTM                     | + 0"       |
| 10. | Sep Vanmarcke      | Israel-Premier Tech                | + 0"       |

| \| Samlede stilling \| Samlede stilling \| Samlede stilling \| Samlede stilling \| Samlede stilling \| \| Rytter \| Rytter \| Hold \| Tid \| \| \| ---------------- \| ----------------- \| ---------------------------------- \| ---------------- \| ---------------- \| \| 1. \| Robert Stannard \| Alpecin-Deceuninck \| 18t 08' 35" \| \| \| 2. \| Loïc Vliegen \| Intermarché-Wanty-Gobert Matériaux \| + 4" \| \| \| 3. \| Mattias Skjelmose \| Trek-Segafredo \| + 6" \| \| \| 4. \| Lorenzo Rota \| Intermarché-Wanty-Gobert Matériaux \| + 8" \| \| \| 5. \| Guillaume Martin \| Cofidis \| + 11" \| \| \| 6. \| Greg Van Avermaet \| AG2R Citroën Team \| + 20" \| \| \| 7. \| Cian Uijtdebroeks \| Bora-Hansgrohe \| + 22" \| \| \| 8. \| James Shaw \| EF Education-EasyPost \| + 28" \| \| \| 9. \| Jesús Herrada \| Cofidis \| + 29" \| \| \| 10. \| Maxim Van Gils \| Lotto-Soudal \| + 32" \| \| |                   |                                    |             |
| |                   |                                    |             |
| Kilde: ProCyclingStats |                   |                                    |             |
| Samlede stilling |                   |                                    |             |
| Rytter | Rytter            | Hold                               | Tid         |
| 1. | Robert Stannard   | Alpecin-Deceuninck                 | 18t 08' 35" |
| 2. | Loïc Vliegen      | Intermarché-Wanty-Gobert Matériaux | + 4"        |
| 3. | Mattias Skjelmose | Trek-Segafredo                     | + 6"        |
| 4. | Lorenzo Rota      | Intermarché-Wanty-Gobert Matériaux | + 8"        |
| 5. | Guillaume Martin  | Cofidis                            | + 11"       |
| 6. | Greg Van Avermaet | AG2R Citroën Team                  | + 20"       |
| 7. | Cian Uijtdebroeks | Bora-Hansgrohe                     | + 22"       |
| 8. | James Shaw        | EF Education-EasyPost              | + 28"       |
| 9. | Jesús Herrada     | Cofidis                            | + 29"       |
| 10. | Maxim Van Gils    | Lotto-Soudal                       | + 32"       |

### 5. etape
| Le Rœulx - Chapelle-lez-Herlaimont | flad etape | (214,8 km) |

| \| Etaperesultat \| Etaperesultat \| Etaperesultat \| Etaperesultat \| Etaperesultat \| \| Rytter \| Rytter \| Hold \| Tid \| \| \| ------------- \| ------------------- \| ---------------------------------- \| ------------- \| ------------- \| \| 1. \| Jan Bakelants \| Intermarché-Wanty-Gobert Matériaux \| 4t 41' 25" \| \| \| 2. \| Robert Stannard \| Alpecin-Deceuninck \| + 0" \| \| \| 3. \| Axel Laurance \| B&B Hotels-KTM \| + 0" \| \| \| 4. \| Thibau Nys \| \| + 0" \| \| \| 5. \| Matteo Trentin \| UAE Team Emirates \| + 0" \| \| \| 6. \| Milan Menten \| Bingoal Pauwels Sauces WB \| + 0" \| \| \| 7. \| Loïc Vliegen \| Intermarché-Wanty-Gobert Matériaux \| + 0" \| \| \| 8. \| Mattias Skjelmose \| Trek-Segafredo \| + 0" \| \| \| 9. \| Marijn van den Berg \| EF Education-EasyPost \| + 0" \| \| \| 10. \| Filippo Baroncini \| Trek-Segafredo \| + 0" \| \| |                     |                                    |            |
| |                     |                                    |            |
| Kilde: ProCyclingStats |                     |                                    |            |
| Etaperesultat |                     |                                    |            |
| Rytter | Rytter              | Hold                               | Tid        |
| 1. | Jan Bakelants       | Intermarché-Wanty-Gobert Matériaux | 4t 41' 25" |
| 2. | Robert Stannard     | Alpecin-Deceuninck                 | + 0"       |
| 3. | Axel Laurance       | B&B Hotels-KTM                     | + 0"       |
| 4. | Thibau Nys          |                                    | + 0"       |
| 5. | Matteo Trentin      | UAE Team Emirates                  | + 0"       |
| 6. | Milan Menten        | Bingoal Pauwels Sauces WB          | + 0"       |
| 7. | Loïc Vliegen        | Intermarché-Wanty-Gobert Matériaux | + 0"       |
| 8. | Mattias Skjelmose   | Trek-Segafredo                     | + 0"       |
| 9. | Marijn van den Berg | EF Education-EasyPost              | + 0"       |
| 10. | Filippo Baroncini   | Trek-Segafredo                     | + 0"       |

## Trøjernes fordeling gennem løbet
| Etape    |               | Vinder _           | Samlede stilling   | Pointtrøje         | Bjergtrøje         | Sprinttrøje      | Ungdomstrøje    | Holdkonkurrence _                  |
| -------- | ------------- | ------------------ | ------------------ | ------------------ | ------------------ | ---------------- | --------------- | ---------------------------------- |
| 1. etape | kuperet etape | Julian Alaphilippe | Julian Alaphilippe | Julian Alaphilippe | Lennert Teugels    | Fabian Lienhard  | Robert Stannard | Intermarché-Wanty-Gobert Matériaux |
| 2. etape | kuperet etape | Oier Lazkano       | Robert Stannard    | Oier Lazkano       | Gianni Vermeersch  | Fabian Lienhard  | Robert Stannard | Lotto-Soudal                       |
| 3. etape | flad etape    | Arnaud De Lie      | Robert Stannard    | Alex Aranburu      | Victor Campenaerts | Casper Pedersen  | Robert Stannard | Lotto-Soudal                       |
| 4. etape | flad etape    | Davide Ballerini   | Robert Stannard    | Mattias Skjelmose  | Victor Campenaerts | Casper Pedersen  | Robert Stannard | Lotto-Soudal                       |
| 5. etape | flad etape    | Jan Bakelants      | Robert Stannard    | Robert Stannard    | Victor Campenaerts | Dries Van Gestel | Robert Stannard | Lotto-Soudal                       |
| Samlet   | Samlet        |                    | Robert Stannard    | Robert Stannard    | Victor Campenaerts | Dries Van Gestel | Robert Stannard | Lotto-Soudal                       |

## Resultater

### Samlede stilling
| \| Samlede stilling \| Samlede stilling \| Samlede stilling \| Samlede stilling \| Samlede stilling \| \| Rytter \| Rytter \| Hold \| Tid \| \| \| ---------------- \| ----------------- \| ---------------------------------- \| ---------------- \| ---------------- \| \| 1. \| Robert Stannard \| Alpecin-Deceuninck \| 22t 49' 54" \| \| \| 2. \| Loïc Vliegen \| Intermarché-Wanty-Gobert Matériaux \| + 10" \| \| \| 3. \| Mattias Skjelmose \| Trek-Segafredo \| + 12" \| \| \| 4. \| Lorenzo Rota \| Intermarché-Wanty-Gobert Matériaux \| + 14" \| \| \| 5. \| Greg Van Avermaet \| AG2R Citroën Team \| + 26" \| \| \| 6. \| James Shaw \| EF Education-EasyPost \| + 34" \| \| \| 7. \| Maxim Van Gils \| Lotto-Soudal \| + 38" \| \| \| 8. \| Frederik Wandahl \| Bora-Hansgrohe \| + 43" \| \| \| 9. \| Omer Goldstein \| Israel-Premier Tech \| + 46" \| \| \| 10. \| Guillaume Martin \| Cofidis \| + 51" \| \| |                   |                                    |             |
| |                   |                                    |             |
| Kilde: ProCyclingStats |                   |                                    |             |
| Samlede stilling |                   |                                    |             |
| Rytter | Rytter            | Hold                               | Tid         |
| 1. | Robert Stannard   | Alpecin-Deceuninck                 | 22t 49' 54" |
| 2. | Loïc Vliegen      | Intermarché-Wanty-Gobert Matériaux | + 10"       |
| 3. | Mattias Skjelmose | Trek-Segafredo                     | + 12"       |
| 4. | Lorenzo Rota      | Intermarché-Wanty-Gobert Matériaux | + 14"       |
| 5. | Greg Van Avermaet | AG2R Citroën Team                  | + 26"       |
| 6. | James Shaw        | EF Education-EasyPost              | + 34"       |
| 7. | Maxim Van Gils    | Lotto-Soudal                       | + 38"       |
| 8. | Frederik Wandahl  | Bora-Hansgrohe                     | + 43"       |
| 9. | Omer Goldstein    | Israel-Premier Tech                | + 46"       |
| 10. | Guillaume Martin  | Cofidis                            | + 51"       |

### Pointkonkurrencen
| Pointkonkurrence | Pointkonkurrence   | Pointkonkurrence                   | Pointkonkurrence | Pointkonkurrence |
| Rytter           | Rytter             | Hold                               | Point            |                  |
| ---------------- | ------------------ | ---------------------------------- | ---------------- | ---------------- |
| 1.               | Robert Stannard    | Alpecin-Deceuninck                 | 45 point         |                  |
| 2.               | Axel Laurance      | B&B Hotels-KTM                     | 32 point         |                  |
| 3.               | Mattias Skjelmose  | Trek-Segafredo                     | 31 point         |                  |
| 4.               | Alex Aranburu      | Movistar Team                      | 26 point         |                  |
| 5.               | Oier Lazkano       | Movistar Team                      | 25 point         |                  |
| 6.               | Davide Ballerini   | Quick-Step Alpha Vinyl             | 25 point         |                  |
| 7.               | Loïc Vliegen       | Intermarché-Wanty-Gobert Matériaux | 24 point         |                  |
| 8.               | Jan Bakelants      | Intermarché-Wanty-Gobert Matériaux | 20 point         |                  |
| 9.               | José Joaquín Rojas | Movistar Team                      | 20 point         |                  |
| 10.              | Jesús Herrada      | Cofidis                            | 15 point         |                  |

### Bjergkonkurrencen
| Bjergkonkurrence | Bjergkonkurrence   | Bjergkonkurrence       | Bjergkonkurrence | Bjergkonkurrence |
| Rytter           | Rytter             | Hold                   | Point            |                  |
| ---------------- | ------------------ | ---------------------- | ---------------- | ---------------- |
| 1.               | Victor Campenaerts | Lotto-Soudal           | 50 point         |                  |
| 2.               | Oier Lazkano       | Movistar Team          | 30 point         |                  |
| 3.               | Lennert Teugels    | Tarteletto-Isorex      | 28 point         |                  |
| 4.               | Rui Oliveira       | UAE Team Emirates      | 28 point         |                  |
| 5.               | Ivo Oliveira       | UAE Team Emirates      | 26 point         |                  |
| 6.               | José Joaquín Rojas | Movistar Team          | 22 point         |                  |
| 7.               | Thijs Aerts        | Baloise Trek Lions     | 20 point         |                  |
| 8.               | Davide Ballerini   | Quick-Step Alpha Vinyl | 20 point         |                  |
| 9.               | Edward Theuns      | Trek-Segafredo         | 14 point         |                  |
| 10.              | Maxime Chevalier   | B&B Hotels-KTM         | 14 point         |                  |

### Ungdomskonkurrencen
| Ungdomskonkurrence | Ungdomskonkurrence | Ungdomskonkurrence    | Ungdomskonkurrence | Ungdomskonkurrence |
| Rytter             | Rytter             | Hold                  | Tid                |                    |
| ------------------ | ------------------ | --------------------- | ------------------ | ------------------ |
| 1.                 | Robert Stannard    | Alpecin-Deceuninck    | 22t 49' 54"        |                    |
| 2.                 | Mattias Skjelmose  | Trek-Segafredo        | + 12"              |                    |
| 3.                 | Maxim Van Gils     | Lotto-Soudal          | + 38"              |                    |
| 4.                 | Frederik Wandahl   | Bora-Hansgrohe        | + 43"              |                    |
| 5.                 | Oier Lazkano       | Movistar Team         | + 55"              |                    |
| 6.                 | Filippo Baroncini  | Trek-Segafredo        | + 1' 41"           |                    |
| 7.                 | Ben Healy          | EF Education-EasyPost | + 3' 03"           |                    |
| 8.                 | Pim Ronhaar        | Baloise Trek Lions    | + 10' 40"          |                    |
| 9.                 | Kévin Vauquelin    | Arkéa-Samsic          | + 11' 42"          |                    |
| 10.                | Ben Turner         | Ineos Grenadiers      | + 12' 11"          |                    |

### Holdkonkurrencen
| Holdkonkurrence | Holdkonkurrence                    | Holdkonkurrence | Holdkonkurrence |
| Hold            | Hold                               | Tid             |                 |
| --------------- | ---------------------------------- | --------------- | --------------- |
| 1.              | Lotto-Soudal                       | 68t 34' 36"     |                 |
| 2.              | Intermarché-Wanty-Gobert Matériaux | + 4' 28"        |                 |
| 3.              | Bora-Hansgrohe                     | + 6' 30"        |                 |
| 4.              | EF Education-EasyPost              | + 7' 15"        |                 |
| 5.              | Trek-Segafredo                     | + 7' 58"        |                 |
| 6.              | Cofidis                            | + 9' 10"        |                 |
| 7.              | Israel-Premier Tech                | + 10' 22"       |                 |
| 8.              | AG2R Citroën Team                  | + 14' 17"       |                 |
| 9.              | Movistar Team                      | + 15' 18"       |                 |
| 10.             | Alpecin-Deceuninck                 | + 23' 54"       |                 |

## Hold og ryttere
| UCI WorldTeams (14)- AG2R Citroën Team - Bora-Hansgrohe - Cofidis - Team DSM - EF Education-EasyPost - Groupama-FDJ - Ineos Grenadiers - UAE Team Emirates - Intermarché-Wanty-Gobert Matériaux - Quick-Step Alpha Vinyl - Lotto-Soudal - Trek-Segafredo - Israel-Premier Tech - Movistar Team UCI ProTeams (6)- Alpecin-Deceuninck - TotalEnergies - B&B Hotels-KTM - Bingoal Pauwels Sauces WB - Sport Vlaanderen-Baloise - Arkéa-Samsic UCI Kontinentalhold (2)- Tarteletto-Isorex - Baloise Trek Lions |
| |

### Danske ryttere
| Danske ryttere på startlisten |                    |                |           |
| Rygnummer                     | Rytter             | Hold           | Placering |
| 4                             | Mattias Skjelmose  | Trek-Segafredo | 3         |
| 26                            | Frederik Wandahl   | Bora-Hansgrohe | 8         |
| 123                           | Frederik Rodenberg | Team DSM       | DNS-4     |
| 126                           | Casper Pedersen    | Team DSM       | DNF-5     |

* DNF = gennemførte ikke

* DNS = stillede ikke til start 

* OT = over tidsgrænsen

## Startliste
| Trek-Segafredo TFS | Trek-Segafredo TFS      | Trek-Segafredo TFS |
| ------------------ | ----------------------- | ------------------ |
| Nr.                | Rytter                  | Placering          |
| 1                  | Filippo Baroncini (ITA) | 13.                |
| 2                  | Marc Brustenga (ESP)    | DNF-5              |
| 3                  | Matteo Moschetti (ITA)  | DNF-5              |
| 4                  | Mattias Skjelmose (DEN) | 3.                 |
| 5                  | Edward Theuns (BEL)     | 58.                |
| 6                  | Markus Hoelgaard (NOR)  | 29.                |
| 7                  | Otto Vergaerde (BEL)    | DNS-4              |

| AG2R Citroën Team ACT | AG2R Citroën Team ACT        | AG2R Citroën Team ACT |
| --------------------- | ---------------------------- | --------------------- |
| Nr.                   | Rytter                       | Placering             |
| 11                    | Greg Van Avermaet (BEL)      | 5.                    |
| 12                    | Clément Champoussin (FRA)    | 22.                   |
| 13                    | Paul Lapeira (FRA)           | 83.                   |
| 14                    | Lawrence Naesen (BEL)        | 64.                   |
| 15                    | Valentin Paret-Peintre (FRA) | 70.                   |
| 16                    | Gijs Van Hoecke (BEL)        | 85.                   |
| 17                    | Larry Warbasse (USA)         | 62.                   |

| Bora-Hansgrohe BOH | Bora-Hansgrohe BOH      | Bora-Hansgrohe BOH |
| ------------------ | ----------------------- | ------------------ |
| Nr.                | Rytter                  | Placering          |
| 21                 | Patrick Gamper (AUT)    | 57.                |
| 22                 | Jonas Koch (GER)        | 44.                |
| 23                 | Anton Palzer (GER)      | 23.                |
| 24                 | Shane Archbold (NZL)    | 98.                |
| 25                 | Matthew Walls (GBR)     | 92.                |
| 26                 | Frederik Wandahl (DEN)  | 8.                 |
| 27                 | Cian Uijtdebroeks (BEL) | 48.                |

| Cofidis COF | Cofidis COF             | Cofidis COF |
| ----------- | ----------------------- | ----------- |
| Nr.         | Rytter                  | Placering   |
| 31          | Jesús Herrada (ESP)     | 49.         |
| 32          | Guillaume Martin (FRA)  | 10.         |
| 33          | François Bidard (FRA)   | 42.         |
| 34          | Eddy Finé (FRA)         | 82.         |
| 35          | José Herrada (ESP)      | 34.         |
| 36          | Kenneth Vanbilsen (BEL) | 103.        |
| 37          | Axel Zingle (FRA)       | 52.         |

| EF Education-EasyPost EFE | EF Education-EasyPost EFE  | EF Education-EasyPost EFE |
| ------------------------- | -------------------------- | ------------------------- |
| Nr.                       | Rytter                     | Placering                 |
| 41                        | Odd Christian Eiking (NOR) | 20.                       |
| 42                        | Ben Healy (IRL)            | 15.                       |
| 43                        | Jens Keukeleire (BEL)      | 41.                       |
| 44                        | Sebastian Langeveld (NED)  | DNF-2                     |
| 45                        | Marijn van den Berg (NED)  | 65.                       |
| 46                        | James Shaw (GBR)           | 6.                        |

| Groupama-FDJ GFC | Groupama-FDJ GFC        | Groupama-FDJ GFC |
| ---------------- | ----------------------- | ---------------- |
| Nr.              | Rytter                  | Placering        |
| 51               | Lewis Askey (GBR)       | 87.              |
| 52               | Fabian Lienhard (SUI)   | 80.              |
| 53               | Tobias Ludvigsson (SWE) | 37.              |
| 54               | Anthony Roux (FRA)      | DNF-5            |
| 55               | Ramon Sinkeldam (NED)   | DNF-5            |
| 56               | Jake Stewart (GBR)      | 74.              |
| 57               | Lars van den Berg (NED) | DNF-5            |

| Ineos Grenadiers IGD | Ineos Grenadiers IGD | Ineos Grenadiers IGD |
| -------------------- | -------------------- | -------------------- |
| Nr.                  | Rytter               | Placering            |
| 61                   | Eddie Dunbar (IRL)   | 67.                  |
| 62                   | Omar Fraile (ESP)    | 93.                  |
| 63                   | Kim Heiduk (GER)     | 71.                  |
| 64                   | Ben Swift (GBR)      | 84.                  |
| 65                   | Brandon Rivera (COL) | 25.                  |
| 66                   | Ben Turner (GBR)     | 32.                  |
| 67                   | Cameron Wurf (AUS)   | 95.                  |

| Intermarché-Wanty-Gobert Matériaux IWG | Intermarché-Wanty-Gobert Matériaux IWG | Intermarché-Wanty-Gobert Matériaux IWG |
| -------------------------------------- | -------------------------------------- | -------------------------------------- |
| Nr.                                    | Rytter                                 | Placering                              |
| 71                                     | Jan Bakelants (BEL)                    | 33.                                    |
| 72                                     | Dimitri Claeys (BEL)                   | DNF-5                                  |
| 73                                     | Aimé De Gendt (BEL)                    | 66.                                    |
| 74                                     | Biniam Girmay (ERI)                    | DNF-5                                  |
| 75                                     | Lorenzo Rota (ITA)                     | 4.                                     |
| 76                                     | Kevin Van Melsen (BEL)                 | DNF-3                                  |
| 77                                     | Loïc Vliegen (BEL)                     | 2.                                     |

| Israel-Premier Tech IPT | Israel-Premier Tech IPT  | Israel-Premier Tech IPT |
| ----------------------- | ------------------------ | ----------------------- |
| Nr.                     | Rytter                   | Placering               |
| 81                      | Patrick Bevin (NZL)      | DNF-5                   |
| 82                      | Alastair MacKellar (AUS) | DNF-5                   |
| 83                      | Derek Gee (CAN)          | DNF-2                   |
| 84                      | Omer Goldstein (ISR)     | 9.                      |
| 85                      | Reto Hollenstein (SUI)   | 40.                     |
| 86                      | Tom Van Asbroeck (BEL)   | 18.                     |
| 87                      | Sep Vanmarcke (BEL)      | 26.                     |

| Lotto-Soudal LTS | Lotto-Soudal LTS         | Lotto-Soudal LTS |
| ---------------- | ------------------------ | ---------------- |
| Nr.              | Rytter                   | Placering        |
| 91               | Victor Campenaerts (BEL) | 16.              |
| 92               | Cedric Beullens (BEL)    | 88.              |
| 93               | Jasper De Buyst (BEL)    | DNF-5            |
| 94               | Arnaud De Lie (BEL)      | DNF-5            |
| 95               | Maxim Van Gils (BEL)     | 7.               |
| 96               | Sébastien Grignard (BEL) | 100.             |
| 97               | Harm Vanhoucke (BEL)     | 12.              |

| Movistar Team MOV | Movistar Team MOV        | Movistar Team MOV |
| ----------------- | ------------------------ | ----------------- |
| Nr.               | Rytter                   | Placering         |
| 101               | Alex Aranburu (ESP)      | 63.               |
| 102               | Jorge Arcas (ESP)        | 50.               |
| 103               | Will Barta (USA)         | 39.               |
| 104               | Johan Jacobs (SUI)       | DNF-5             |
| 105               | Oier Lazkano (ESP)       | 11.               |
| 106               | José Joaquín Rojas (ESP) | 68.               |
| 107               | Sergio Samitier (ESP)    | 73.               |

| Quick-Step Alpha Vinyl QST | Quick-Step Alpha Vinyl QST          | Quick-Step Alpha Vinyl QST |
| -------------------------- | ----------------------------------- | -------------------------- |
| Nr.                        | Rytter                              | Placering                  |
| 111                        | Julian Alaphilippe (FRA) (landevej) | DNS-3                      |
| 112                        | Davide Ballerini (ITA)              | 46.                        |
| 113                        | Tim Declercq (BEL)                  | 76.                        |
| 114                        | Dries Devenyns (BEL)                | DNF-2                      |
| 115                        | Iljo Keisse (BEL)                   | DNF-3                      |
| 116                        | Stijn Steels (BEL)                  | 102.                       |
| 117                        | Stan Van Tricht (BEL)               | DNF-4                      |

| Team DSM DSM | Team DSM DSM             | Team DSM DSM |
| ------------ | ------------------------ | ------------ |
| Nr.          | Rytter                   | Placering    |
| 121          | Nico Denz (GER)          | 47.          |
| 122          | Casper Pedersen (DEN)    | DNF-5        |
| 123          | Frederik Rodenberg (DEN) | DNS-4        |
| 124          | Niklas Märkl (GER)       | DNF-4        |
| 125          | Tim Naberman (NED)       | DNF-5        |
| 126          | Romain Combaud (FRA)     | 31.          |
| 127          | Sam Welsford (AUS)       | DNF-3        |

| UAE Team Emirates UAD | UAE Team Emirates UAD  | UAE Team Emirates UAD |
| --------------------- | ---------------------- | --------------------- |
| Nr.                   | Rytter                 | Placering             |
| 131                   | Fernando Gaviria (COL) | 96.                   |
| 132                   | Ivo Oliveira (POR)     | 61.                   |
| 133                   | Felix Groß (GER)       | DNF-3                 |
| 134                   | Rui Oliveira (POR)     | 60.                   |
| 135                   | Joel Suter (SUI)       | DNF-5                 |
| 136                   | Oliviero Troia (ITA)   | 90.                   |
| 137                   | Matteo Trentin (ITA)   | 19.                   |

| Alpecin-Deceuninck AFC | Alpecin-Deceuninck AFC       | Alpecin-Deceuninck AFC |
| ---------------------- | ---------------------------- | ---------------------- |
| Nr.                    | Rytter                       | Placering              |
| 141                    | Tim Merlier (BEL) (landevej) | 104.                   |
| 142                    | Dries De Bondt (BEL)         | 91.                    |
| 143                    | Xandro Meurisse (BEL)        | 28.                    |
| 144                    | Robert Stannard (AUS)        | 1.                     |
| 145                    | Gianni Vermeersch (BEL)      | DNF-5                  |
| 146                    | Julien Vermote (BEL)         | 89.                    |
| 147                    | Nicola Conci (ITA)           | 94.                    |

| B&B Hotels-KTM BBK | B&B Hotels-KTM BBK     | B&B Hotels-KTM BBK |
| ------------------ | ---------------------- | ------------------ |
| Nr.                | Rytter                 | Placering          |
| 151                | Alan Boileau (FRA)     | DNF-5              |
| 152                | Maxime Chevalier (FRA) | 101.               |
| 153                | Thibault Ferasse (FRA) | DNF-4              |
| 154                | Miguel Heidemann (GER) | 78.                |
| 155                | Quentin Jauregui (FRA) | 59.                |
| 156                | Victor Koretzky (FRA)  | DNF-3              |
| 157                | Axel Laurance (FRA)    | 38.                |

| Bingoal Pauwels Sauces WB BWB | Bingoal Pauwels Sauces WB BWB | Bingoal Pauwels Sauces WB BWB |
| ----------------------------- | ----------------------------- | ----------------------------- |
| Nr.                           | Rytter                        | Placering                     |
| 161                           | Louis Blouwe (BEL)            | DNF-3                         |
| 162                           | Ceriel Desal (BEL)            | DNF-5                         |
| 163                           | Milan Menten (BEL)            | 24.                           |
| 164                           | Rémy Mertz (BEL)              | 56.                           |
| 165                           | Dimitri Peyskens (BEL)        | 17.                           |
| 166                           | Ludovic Robeet (BEL)          | 81.                           |
| 167                           | Luc Wirtgen (LUX)             | 51.                           |

| Sport Vlaanderen-Baloise SVB | Sport Vlaanderen-Baloise SVB | Sport Vlaanderen-Baloise SVB |
| ---------------------------- | ---------------------------- | ---------------------------- |
| Nr.                          | Rytter                       | Placering                    |
| 171                          | Jenno Berckmoes (BEL)        | 36.                          |
| 172                          | Vito Braet (BEL)             | 72.                          |
| 173                          | Lindsay De Vylder (BEL)      | DNF-5                        |
| 174                          | Sander De Pestel (BEL)       | DNF-4                        |
| 175                          | Aaron Van Poucke (BEL)       | 54.                          |
| 176                          | Julian Mertens (BEL)         | 53.                          |
| 177                          | Kenneth Van Rooy (BEL)       | 14.                          |

| Arkéa-Samsic ARK | Arkéa-Samsic ARK        | Arkéa-Samsic ARK |
| ---------------- | ----------------------- | ---------------- |
| Nr.              | Rytter                  | Placering        |
| 181              | Benjamin Declercq (BEL) | 55.              |
| 182              | Donavan Grondin (FRA)   | DNF-3            |
| 183              | Romain Hardy (FRA)      | 21.              |
| 185              | Laurent Pichon (FRA)    | 35.              |
| 186              | Kévin Vauquelin (FRA)   | 30.              |
| 187              | Alessandro Verre (ITA)  | 75.              |

| TotalEnergies TEN | TotalEnergies TEN         | TotalEnergies TEN |
| ----------------- | ------------------------- | ----------------- |
| Nr.               | Rytter                    | Placering         |
| 191               | Fabien Doubey (FRA)       | DNS-4             |
| 192               | Sandy Dujardin (FRA)      | DNS-3             |
| 193               | Christopher Lawless (GBR) | DNF-5             |
| 194               | Lorrenzo Manzin (FRA)     | 97.               |
| 196               | Niki Terpstra (NED)       | DNF-3             |
| 197               | Dries Van Gestel (BEL)    | 79.               |

| Baloise Trek Lions TBL | Baloise Trek Lions TBL  | Baloise Trek Lions TBL |
| ---------------------- | ----------------------- | ---------------------- |
| Nr.                    | Rytter                  | Placering              |
| 201                    | Thijs Aerts (BEL)       | 106.                   |
| 202                    | Yentl Bekaert (BEL)     | 105.                   |
| 203                    | Dietmar Ledegen (BEL)   | DNF-3                  |
| 204                    | Daan Mariën (BEL)       | DNF-5                  |
| 205                    | Thibau Nys (BEL)        | 69.                    |
| 206                    | Pim Ronhaar (NED)       | 27.                    |
| 207                    | Lars van der Haar (NED) | DNF-5                  |

| Tarteletto-Isorex TIS | Tarteletto-Isorex TIS   | Tarteletto-Isorex TIS |
| --------------------- | ----------------------- | --------------------- |
| Nr.                   | Rytter                  | Placering             |
| 211                   | Gianni Marchand (BEL)   | 43.                   |
| 212                   | Lennert Teugels (BEL)   | 45.                   |
| 213                   | Jacob Relaes (BEL)      | 77.                   |
| 215                   | Andreas Goeman (BEL)    | DNF-5                 |
| 216                   | Jeroen Eyskens (BEL)    | 86.                   |
| 217                   | Maxime De Poorter (BEL) | 99.                   |

| Trek-Segafredo TFS | Trek-Segafredo TFS      | Trek-Segafredo TFS |
| ------------------ | ----------------------- | ------------------ |
| Nr.                | Rytter                  | Placering          |
| 1                  | Filippo Baroncini (ITA) | 13.                |
| 2                  | Marc Brustenga (ESP)    | DNF-5              |
| 3                  | Matteo Moschetti (ITA)  | DNF-5              |
| 4                  | Mattias Skjelmose (DEN) | 3.                 |
| 5                  | Edward Theuns (BEL)     | 58.                |
| 6                  | Markus Hoelgaard (NOR)  | 29.                |
| 7                  | Otto Vergaerde (BEL)    | DNS-4              |

| AG2R Citroën Team ACT | AG2R Citroën Team ACT        | AG2R Citroën Team ACT |
| --------------------- | ---------------------------- | --------------------- |
| Nr.                   | Rytter                       | Placering             |
| 11                    | Greg Van Avermaet (BEL)      | 5.                    |
| 12                    | Clément Champoussin (FRA)    | 22.                   |
| 13                    | Paul Lapeira (FRA)           | 83.                   |
| 14                    | Lawrence Naesen (BEL)        | 64.                   |
| 15                    | Valentin Paret-Peintre (FRA) | 70.                   |
| 16                    | Gijs Van Hoecke (BEL)        | 85.                   |
| 17                    | Larry Warbasse (USA)         | 62.                   |

| Bora-Hansgrohe BOH | Bora-Hansgrohe BOH      | Bora-Hansgrohe BOH |
| ------------------ | ----------------------- | ------------------ |
| Nr.                | Rytter                  | Placering          |
| 21                 | Patrick Gamper (AUT)    | 57.                |
| 22                 | Jonas Koch (GER)        | 44.                |
| 23                 | Anton Palzer (GER)      | 23.                |
| 24                 | Shane Archbold (NZL)    | 98.                |
| 25                 | Matthew Walls (GBR)     | 92.                |
| 26                 | Frederik Wandahl (DEN)  | 8.                 |
| 27                 | Cian Uijtdebroeks (BEL) | 48.                |

| Cofidis COF | Cofidis COF             | Cofidis COF |
| ----------- | ----------------------- | ----------- |
| Nr.         | Rytter                  | Placering   |
| 31          | Jesús Herrada (ESP)     | 49.         |
| 32          | Guillaume Martin (FRA)  | 10.         |
| 33          | François Bidard (FRA)   | 42.         |
| 34          | Eddy Finé (FRA)         | 82.         |
| 35          | José Herrada (ESP)      | 34.         |
| 36          | Kenneth Vanbilsen (BEL) | 103.        |
| 37          | Axel Zingle (FRA)       | 52.         |

| EF Education-EasyPost EFE | EF Education-EasyPost EFE  | EF Education-EasyPost EFE |
| ------------------------- | -------------------------- | ------------------------- |
| Nr.                       | Rytter                     | Placering                 |
| 41                        | Odd Christian Eiking (NOR) | 20.                       |
| 42                        | Ben Healy (IRL)            | 15.                       |
| 43                        | Jens Keukeleire (BEL)      | 41.                       |
| 44                        | Sebastian Langeveld (NED)  | DNF-2                     |
| 45                        | Marijn van den Berg (NED)  | 65.                       |
| 46                        | James Shaw (GBR)           | 6.                        |

| Groupama-FDJ GFC | Groupama-FDJ GFC        | Groupama-FDJ GFC |
| ---------------- | ----------------------- | ---------------- |
| Nr.              | Rytter                  | Placering        |
| 51               | Lewis Askey (GBR)       | 87.              |
| 52               | Fabian Lienhard (SUI)   | 80.              |
| 53               | Tobias Ludvigsson (SWE) | 37.              |
| 54               | Anthony Roux (FRA)      | DNF-5            |
| 55               | Ramon Sinkeldam (NED)   | DNF-5            |
| 56               | Jake Stewart (GBR)      | 74.              |
| 57               | Lars van den Berg (NED) | DNF-5            |

| Ineos Grenadiers IGD | Ineos Grenadiers IGD | Ineos Grenadiers IGD |
| -------------------- | -------------------- | -------------------- |
| Nr.                  | Rytter               | Placering            |
| 61                   | Eddie Dunbar (IRL)   | 67.                  |
| 62                   | Omar Fraile (ESP)    | 93.                  |
| 63                   | Kim Heiduk (GER)     | 71.                  |
| 64                   | Ben Swift (GBR)      | 84.                  |
| 65                   | Brandon Rivera (COL) | 25.                  |
| 66                   | Ben Turner (GBR)     | 32.                  |
| 67                   | Cameron Wurf (AUS)   | 95.                  |

| Intermarché-Wanty-Gobert Matériaux IWG | Intermarché-Wanty-Gobert Matériaux IWG | Intermarché-Wanty-Gobert Matériaux IWG |
| -------------------------------------- | -------------------------------------- | -------------------------------------- |
| Nr.                                    | Rytter                                 | Placering                              |
| 71                                     | Jan Bakelants (BEL)                    | 33.                                    |
| 72                                     | Dimitri Claeys (BEL)                   | DNF-5                                  |
| 73                                     | Aimé De Gendt (BEL)                    | 66.                                    |
| 74                                     | Biniam Girmay (ERI)                    | DNF-5                                  |
| 75                                     | Lorenzo Rota (ITA)                     | 4.                                     |
| 76                                     | Kevin Van Melsen (BEL)                 | DNF-3                                  |
| 77                                     | Loïc Vliegen (BEL)                     | 2.                                     |

| Israel-Premier Tech IPT | Israel-Premier Tech IPT  | Israel-Premier Tech IPT |
| ----------------------- | ------------------------ | ----------------------- |
| Nr.                     | Rytter                   | Placering               |
| 81                      | Patrick Bevin (NZL)      | DNF-5                   |
| 82                      | Alastair MacKellar (AUS) | DNF-5                   |
| 83                      | Derek Gee (CAN)          | DNF-2                   |
| 84                      | Omer Goldstein (ISR)     | 9.                      |
| 85                      | Reto Hollenstein (SUI)   | 40.                     |
| 86                      | Tom Van Asbroeck (BEL)   | 18.                     |
| 87                      | Sep Vanmarcke (BEL)      | 26.                     |

| Lotto-Soudal LTS | Lotto-Soudal LTS         | Lotto-Soudal LTS |
| ---------------- | ------------------------ | ---------------- |
| Nr.              | Rytter                   | Placering        |
| 91               | Victor Campenaerts (BEL) | 16.              |
| 92               | Cedric Beullens (BEL)    | 88.              |
| 93               | Jasper De Buyst (BEL)    | DNF-5            |
| 94               | Arnaud De Lie (BEL)      | DNF-5            |
| 95               | Maxim Van Gils (BEL)     | 7.               |
| 96               | Sébastien Grignard (BEL) | 100.             |
| 97               | Harm Vanhoucke (BEL)     | 12.              |

| Movistar Team MOV | Movistar Team MOV        | Movistar Team MOV |
| ----------------- | ------------------------ | ----------------- |
| Nr.               | Rytter                   | Placering         |
| 101               | Alex Aranburu (ESP)      | 63.               |
| 102               | Jorge Arcas (ESP)        | 50.               |
| 103               | Will Barta (USA)         | 39.               |
| 104               | Johan Jacobs (SUI)       | DNF-5             |
| 105               | Oier Lazkano (ESP)       | 11.               |
| 106               | José Joaquín Rojas (ESP) | 68.               |
| 107               | Sergio Samitier (ESP)    | 73.               |

| Quick-Step Alpha Vinyl QST | Quick-Step Alpha Vinyl QST          | Quick-Step Alpha Vinyl QST |
| -------------------------- | ----------------------------------- | -------------------------- |
| Nr.                        | Rytter                              | Placering                  |
| 111                        | Julian Alaphilippe (FRA) (landevej) | DNS-3                      |
| 112                        | Davide Ballerini (ITA)              | 46.                        |
| 113                        | Tim Declercq (BEL)                  | 76.                        |
| 114                        | Dries Devenyns (BEL)                | DNF-2                      |
| 115                        | Iljo Keisse (BEL)                   | DNF-3                      |
| 116                        | Stijn Steels (BEL)                  | 102.                       |
| 117                        | Stan Van Tricht (BEL)               | DNF-4                      |

| Team DSM DSM | Team DSM DSM             | Team DSM DSM |
| ------------ | ------------------------ | ------------ |
| Nr.          | Rytter                   | Placering    |
| 121          | Nico Denz (GER)          | 47.          |
| 122          | Casper Pedersen (DEN)    | DNF-5        |
| 123          | Frederik Rodenberg (DEN) | DNS-4        |
| 124          | Niklas Märkl (GER)       | DNF-4        |
| 125          | Tim Naberman (NED)       | DNF-5        |
| 126          | Romain Combaud (FRA)     | 31.          |
| 127          | Sam Welsford (AUS)       | DNF-3        |

| UAE Team Emirates UAD | UAE Team Emirates UAD  | UAE Team Emirates UAD |
| --------------------- | ---------------------- | --------------------- |
| Nr.                   | Rytter                 | Placering             |
| 131                   | Fernando Gaviria (COL) | 96.                   |
| 132                   | Ivo Oliveira (POR)     | 61.                   |
| 133                   | Felix Groß (GER)       | DNF-3                 |
| 134                   | Rui Oliveira (POR)     | 60.                   |
| 135                   | Joel Suter (SUI)       | DNF-5                 |
| 136                   | Oliviero Troia (ITA)   | 90.                   |
| 137                   | Matteo Trentin (ITA)   | 19.                   |

| Alpecin-Deceuninck AFC | Alpecin-Deceuninck AFC       | Alpecin-Deceuninck AFC |
| ---------------------- | ---------------------------- | ---------------------- |
| Nr.                    | Rytter                       | Placering              |
| 141                    | Tim Merlier (BEL) (landevej) | 104.                   |
| 142                    | Dries De Bondt (BEL)         | 91.                    |
| 143                    | Xandro Meurisse (BEL)        | 28.                    |
| 144                    | Robert Stannard (AUS)        | 1.                     |
| 145                    | Gianni Vermeersch (BEL)      | DNF-5                  |
| 146                    | Julien Vermote (BEL)         | 89.                    |
| 147                    | Nicola Conci (ITA)           | 94.                    |

| B&B Hotels-KTM BBK | B&B Hotels-KTM BBK     | B&B Hotels-KTM BBK |
| ------------------ | ---------------------- | ------------------ |
| Nr.                | Rytter                 | Placering          |
| 151                | Alan Boileau (FRA)     | DNF-5              |
| 152                | Maxime Chevalier (FRA) | 101.               |
| 153                | Thibault Ferasse (FRA) | DNF-4              |
| 154                | Miguel Heidemann (GER) | 78.                |
| 155                | Quentin Jauregui (FRA) | 59.                |
| 156                | Victor Koretzky (FRA)  | DNF-3              |
| 157                | Axel Laurance (FRA)    | 38.                |

| Bingoal Pauwels Sauces WB BWB | Bingoal Pauwels Sauces WB BWB | Bingoal Pauwels Sauces WB BWB |
| ----------------------------- | ----------------------------- | ----------------------------- |
| Nr.                           | Rytter                        | Placering                     |
| 161                           | Louis Blouwe (BEL)            | DNF-3                         |
| 162                           | Ceriel Desal (BEL)            | DNF-5                         |
| 163                           | Milan Menten (BEL)            | 24.                           |
| 164                           | Rémy Mertz (BEL)              | 56.                           |
| 165                           | Dimitri Peyskens (BEL)        | 17.                           |
| 166                           | Ludovic Robeet (BEL)          | 81.                           |
| 167                           | Luc Wirtgen (LUX)             | 51.                           |

| Sport Vlaanderen-Baloise SVB | Sport Vlaanderen-Baloise SVB | Sport Vlaanderen-Baloise SVB |
| ---------------------------- | ---------------------------- | ---------------------------- |
| Nr.                          | Rytter                       | Placering                    |
| 171                          | Jenno Berckmoes (BEL)        | 36.                          |
| 172                          | Vito Braet (BEL)             | 72.                          |
| 173                          | Lindsay De Vylder (BEL)      | DNF-5                        |
| 174                          | Sander De Pestel (BEL)       | DNF-4                        |
| 175                          | Aaron Van Poucke (BEL)       | 54.                          |
| 176                          | Julian Mertens (BEL)         | 53.                          |
| 177                          | Kenneth Van Rooy (BEL)       | 14.                          |

| Arkéa-Samsic ARK | Arkéa-Samsic ARK        | Arkéa-Samsic ARK |
| ---------------- | ----------------------- | ---------------- |
| Nr.              | Rytter                  | Placering        |
| 181              | Benjamin Declercq (BEL) | 55.              |
| 182              | Donavan Grondin (FRA)   | DNF-3            |
| 183              | Romain Hardy (FRA)      | 21.              |
| 185              | Laurent Pichon (FRA)    | 35.              |
| 186              | Kévin Vauquelin (FRA)   | 30.              |
| 187              | Alessandro Verre (ITA)  | 75.              |

| TotalEnergies TEN | TotalEnergies TEN         | TotalEnergies TEN |
| ----------------- | ------------------------- | ----------------- |
| Nr.               | Rytter                    | Placering         |
| 191               | Fabien Doubey (FRA)       | DNS-4             |
| 192               | Sandy Dujardin (FRA)      | DNS-3             |
| 193               | Christopher Lawless (GBR) | DNF-5             |
| 194               | Lorrenzo Manzin (FRA)     | 97.               |
| 196               | Niki Terpstra (NED)       | DNF-3             |
| 197               | Dries Van Gestel (BEL)    | 79.               |

| Baloise Trek Lions TBL | Baloise Trek Lions TBL  | Baloise Trek Lions TBL |
| ---------------------- | ----------------------- | ---------------------- |
| Nr.                    | Rytter                  | Placering              |
| 201                    | Thijs Aerts (BEL)       | 106.                   |
| 202                    | Yentl Bekaert (BEL)     | 105.                   |
| 203                    | Dietmar Ledegen (BEL)   | DNF-3                  |
| 204                    | Daan Mariën (BEL)       | DNF-5                  |
| 205                    | Thibau Nys (BEL)        | 69.                    |
| 206                    | Pim Ronhaar (NED)       | 27.                    |
| 207                    | Lars van der Haar (NED) | DNF-5                  |

| Tarteletto-Isorex TIS | Tarteletto-Isorex TIS   | Tarteletto-Isorex TIS |
| --------------------- | ----------------------- | --------------------- |
| Nr.                   | Rytter                  | Placering             |
| 211                   | Gianni Marchand (BEL)   | 43.                   |
| 212                   | Lennert Teugels (BEL)   | 45.                   |
| 213                   | Jacob Relaes (BEL)      | 77.                   |
| 215                   | Andreas Goeman (BEL)    | DNF-5                 |
| 216                   | Jeroen Eyskens (BEL)    | 86.                   |
| 217                   | Maxime De Poorter (BEL) | 99.                   |